# Ngohauvi Lydia Kavetu
Ngohauvi Lydia Kavetu (sinh ngày 3 tháng 7 năm 1965 tại Omao, Vùng Kunene) là một chính trị gia người Namibia. Thành viên của Liên minh Turnhalle Dân chủ, Kavetu là thành viên của Hội đồng Quốc gia Namibia từ năm 2004. Cô đại diện cho bầu cử Opuwo trong Hội đồng khu vực Kunene và là một trong hai thành viên của DTA trong Hội đồng Kunene. Sau cuộc bầu cử năm 2004, cô được chọn là thành viên duy nhất của DTA trong Hội đồng quốc gia thứ 3. Trước khi tham gia chính trị quốc gia năm 2004, Kavetu là thành viên của hội đồng thị trấn Opuwo từ năm 1998-2004.